# Список римських пап
Па́па Ри́мський (від лат. papa — Папа, батько; з грец. παπάς — патріарх, священник від грец. πατήρ — батько), або Понтифік — глава католицької церкви, єпископ Рима і голова держави Ватикан.

## Хронологічний список римських пап

### I—V століття

#### I століття
| № | Понтифікат                   | Портрет                   | Ім'я українською              | Офіційне латинське ім'я                                                                              | Ім'я в миру                                                                                         | Місце народження                            | Примітки |
| - | ---------------------------- | ------------------------- | ----------------------------- | --- | --------------------------------------------------------------------------------------------------- | ------------------------------------------- | --- |
| 1 | 30 — 67                      |                           | Петро (апостол) Святий Петро  | Petrus, Apostolus Iesu Christi                                                                       | Симон Петро שמעון בן יונה (Shimon ben Yona) Shimon Kipha CΙΜΗΟΝ ΚΗΦΑC (Simeon Kephas — Симон Скеля) | Віфсаїда, Римська імперія (тепер — Ізраїль) | Один із дванадцяти апостолів Ісуса Христа, від якого, за Мт. 16:18-19, отримав ключі Царства Небесного.                                                                 |
| 1 | після 42/перед 57 — 64/67(?) | Petrus, Episcopus Romanus | Петро (апостол) Святий Петро  | Страчений через розп'яття вниз головою; день вшанування в церковному календарі — 29 червня/12 липня. | Симон Петро שמעון בן יונה (Shimon ben Yona) Shimon Kipha CΙΜΗΟΝ ΚΗΦΑC (Simeon Kephas — Симон Скеля) | Віфсаїда, Римська імперія (тепер — Ізраїль) | |
| 2 | 64/67(?) — 76/79(?)          |                           | Лін Святий Лін                | Linus, Episcopus Romanus                                                                             | Лін                                                                                                 | Тоскана, Римська імперія (тепер — Італія)   | Імовірно, загинув мученицькою смертю (немає історичних доказів); день вшанування в церковному календарі Римо-католицької церкви — 23 вересня                            |
| 3 | 76/79(?) — 88                |                           | Анакліт (Кліт) Святий Анакліт | Anacletus, Episcopus Romanus                                                                         | Anacletus                                                                                           | Рим, Римська імперія (тепер — Італія)       | Імовірно, загинув мученицькою смертю; день вшанування в церковному календарі Римо-католицької церкви — 26 квітня                                                        |
| 4 | 88/92 — 97/101               |                           | Климент I Святий Климент      | Clemens, Episcopus Romanus                                                                           | | Рим, Римська імперія (тепер — Італія)       | Загинув мученицькою смертю; день вшанування в церковному календарі Римо-католицької церкви — 23 листопада, інших Церков (візантійського обряду) — 24 листопада/8 грудня |

#### II століття
| №  | Понтифікат        | Портрет | Ім'я українською               | Офіційне латинське ім'я        | Ім'я в миру | Місце народження                                                                               | Примітки |
| -- | ----------------- | ------- | ------------------------------ | ------------------------------ | ----------- | ---------------------------------------------------------------------------------------------- | --- |
| 5  | 97/99 — 105/107   |         | Еварист (Арист) Святий Еварист | Evaristus, Episcopus Romanus   | Aristus     | Антіохія, Римська імперія (тепер — Туреччина) або Вифлеєм, Римська імперія (тепер — Палестина) | Імовірно, загинув мученицькою смертю (немає історичних доказів); день вшанування в церковному календарі Римо-католицької церкви — 26 жовтня |
| 6  | 105/107 — 115/116 |         | Олександр I Святий Олександр   | Alexander, Episcopus Romanus   | Alexander   | Рим, Римська імперія (тепер — Італія)                                                          | |
| 7  | 115/116 — 125     |         | Сікст I Святий Сикст           | Sixtus, Episcopus Romanus      |             | Рим, Римська імперія (тепер — Італія)                                                          | Часто це ім'я латинською мовою подають в еллінізованому варіанті: Xystus                                                                    |
| 8  | 125 — 136/138     |         | Телесфор Святий Телесфор       | Telesphorus, Episcopus Romanus |             | Турії, Римська імперія (тепер — Терранова-да-Сібарі, Італія)                                   | |
| 9  | 136/138 — 140/142 |         | Гігін Святий Гігін             | Hyginus, Episcopus Romanus     |             | Афіни, Римська імперія (тепер — Греція)                                                        | Імовірно, загинув мученицькою смертю (немає історичних доказів); день вшанування в церковному календарі Римо-католицької церкви — 11 січня  |
| 10 | 140/142 — 155     |         | Пій I Святий Пій               | Pius, Episcopus Romanus        |             | Аквілея, Римська імперія (тепер — Італія)                                                      | Мученик; день вшанування в церковному календарі Римо-католицької церкви — 11 липня                                                          |
| 11 | 155 — 166         |         | Анікет Святий Анікет           | Anicetus, Episcopus Romanus    |             | Емеса, Римська імперія (тепер — Хомс, Сирія)                                                   | Імовірно, загинув мученицькою смертю (немає історичних доказів); день вшанування в церковному календарі Римо-католицької церкви — 17 квітня |
| 12 | бл.166 — 174/175  |         | Сотер Святий Сотер             | Soterius, Episcopus Romanus    |             | Фонді, Римська імперія (тепер — Італія)                                                        | Імовірно, загинув мученицькою смертю; день вшанування в церковному календарі Римо-католицької церкви — 22 квітня                            |
| 13 | 174/175 — 189     |         | Елевтерій Святий Елевтерій     | Eleutherius, Episcopus Romanus |             | Нікополь, Римська імперія (тепер — Греція)                                                     | Імовірно, загинув мученицькою смертю; день вшанування в церковному календарі Римо-католицької церкви — 6 травня                             |
| 14 | 189 — 198/199     |         | Віктор I Святий Віктор         | Victor, Episcopus Romanus      |             | Північна Африка, Римська імперія                                                               | |

#### III століття
| №  | Понтифікат                         | Портрет | Ім'я українською         | Офіційне латинське ім'я            | Ім'я в миру | Місце народження                                          | Примітки                                                                             |
| -- | ---------------------------------- | ------- | ------------------------ | ---------------------------------- | ----------- | --------------------------------------------------------- | ------------------------------------------------------------------------------------ |
| 15 | 199 — 217                          |         | Зефирін Святий Зефирін   | Zephyrinus, Episcopus Romanus      |             | Рим, Римська імперія (тепер — Італія)                     |                                                                                      |
| 16 | бл.217 — 222/223                   |         | Калікст I Святий Калікст | Callistus, Episcopus Romanus       |             | Рим, Римська імперія (тепер — Італія)                     | Мученик; день вшанування в церковному календарі Римо-католицької церкви — 14 жовтня  |
| 17 | 222/223 — 230                      |         | Урбан I Святий Урбан     | Urbanus, Episcopus Romanus         |             | Рим, Римська імперія (тепер — Італія)                     |                                                                                      |
| 18 | 21 липня 230 — 28 вересня 235      |         | Понтіан Святий Понтіан   | Pontianus, Episcopus Romanus       |             | Рим, Римська імперія (тепер — Італія)                     |                                                                                      |
| 19 | 235 — 3 січня 236                  |         | Антер Святий Антер       | Anterus, Episcopus Romanus         |             | Петілія-Полікастро, Римська імперія (тепер — Італія)      |                                                                                      |
| 20 | 10 січня 236 — 20 січня 250        |         | Фабіан Святий Фабіан     | Fabianus, Episcopus Romanus        |             | Рим, Римська імперія (тепер — Італія)                     |                                                                                      |
| 21 | березень/квітень 251 — червень 253 |         | Корнелій Святий Корнелій | Cornelius, Episcopus Romanus       |             | Рим, Римська імперія (тепер — Італія)                     | Мученик; день вшанування в церковному календарі Римо-католицької церкви — 16 вересня |
| 22 | 25 червня 253 — 5 березня 254      |         | Луцій I Святий Луцій     | Lucius, Episcopus Romanus          |             | Рим, Римська імперія (тепер — Італія)                     | День вшанування в церковному календарі Римо-католицької церкви — 4 березня           |
| 23 | 12 травня 254 — 2 серпня 257       |         | Стефан I Святий Стефан   | Stephanus, Episcopus Romanus       |             | Рим, Римська імперія (тепер — Італія)                     | Мученик; день вшанування в церковному календарі Римо-католицької церкви — 2 серпня   |
| 24 | 30/31 серпня 257 — 6 серпня 258    |         | Сікст II Святий Сікст II | Xystus Secundus, Episcopus Romanus |             | Римська Греція                                            | Мученик                                                                              |
| 25 | 22 липня 259 — 26 грудня 268       |         | Діонісій Святий Діонісій | Dionysius, Episcopus Romanus       |             | Рим, Римська імперія (тепер — Італія) або Римська Греція, | День вшанування в церковному календарі Римо-католицької церкви 26 грудня             |
| 26 | 5 січня 269 — 30 грудня 274        |         | Фелікс I Святий Фелікс   | Felix, Episcopus Romanus           |             | Рим, Римська імперія (тепер — Італія)                     |                                                                                      |
| 27 | 4 січня 275 — грудень 283          |         | Євтихій Святий Євтихій   | Eutychianus, Episcopus Romanus     |             | Тоскана, Римська імперія (тепер — Італія)                 |                                                                                      |
| 28 | 17 грудня 283 — 22 квітня 296      |         | Гай Святий Гай           | Caius, Episcopus Romanus           |             | Салона, Римська імперія (тепер — Солін, Хорватія)         |                                                                                      |
| 29 | 296 — 304                          |         | Марцелін Святий Марцелін | Marcellinus, Episcopus Romanus     |             | Рим, Римська імперія (тепер — Італія)                     |                                                                                      |

#### IV століття
| №  | Понтифікат                       | Портрет | Ім'я українською                  | Офіційне латинське ім'я            | Ім'я в миру | Місце народження                                                                                 | Примітки                                                                  |
| -- | -------------------------------- | ------- | --------------------------------- | ---------------------------------- | ----------- | ------------------------------------------------------------------------------------------------ | ------------------------------------------------------------------------- |
| 30 | 308 — 309                        |         | Марцел I Святий Марцел            | Marcellus, Episcopus Romanus       |             | Рим, Римська імперія (тепер — Італія)                                                            |                                                                           |
| 31 | бл. 309 — бл. 310                |         | Євсевій Святий Євсевій            | Eusebius, Episcopus Romanus        |             | Рим, Римська імперія (тепер — Італія) або Сардинія, Римська імперія (тепер — Італія)             |                                                                           |
| 32 | 2 липня 311 — 11 січня 314       |         | Мильтіад Мельхіад Святий Мильтіад | Miltiades, Episcopus Romanus       |             | Північна Африка, Римська імперія                                                                 | Перший Папа по закінченні переслідувань християн                          |
| 33 | 31 січня 314 — 31 грудня 335     |         | Сильвестр I Святий Сільвестр      | Silvester, Episcopus Romanus       |             | Рим, Римська імперія (тепер — Італія) або Сант-Анджело-а-Скала, Римська імперія (тепер — Італія) |                                                                           |
| 34 | 18 січня 336 — 7 жовтня 336      |         | Марк Святий Марк                  | Marcus, Episcopus Romanus          |             | Рим, Римська імперія (тепер — Італія)                                                            | День вшанування в церковному календарі Римо-католицької церкви — 7 жовтня |
| 35 | 6 лютого 337 — 12 квітня 352     |         | Юлій I Святий Юлій                | Iulius, Episcopus Romanus          |             | Рим, Римська імперія (тепер — Італія)                                                            |                                                                           |
| 36 | 17 травня 352 — 24 вересня 366   |         | Ліберій                           | Liberius, Episcopus Romanus        |             | Римська імперія                                                                                  | Найдавніший папа, що досі не канонізований                                |
| 37 | 1 жовтня 366 — 11 грудня 384     |         | Дамасій I Святий Дамасій          | Damasus, Episcopus Romanus         |             | Іданя-а-Нова, Римська Іспанія (тепер — Португалія) або Рим, Римська імперія (тепер — Італія)     | Імовірно перший папа-португалець                                          |
| 38 | 11 грудня 384 — 26 листопада 399 |         | Сиріцій Святий Сиріцій            | Papa Siricius, Episcopus Romanus   |             | Рим, Римська імперія (тепер — Італія)                                                            | Перший єпископ Риму, який почав вживати титул «Papa» («Папа»)             |
| 39 | 27 листопада 399 — 19 грудня 401 |         | Анастасій I Святий Анастасій      | Papa Anastasius, Episcopus Romanus |             | Рим, Римська імперія (тепер — Італія)                                                            |                                                                           |

#### V століття
| №  | Понтифікат                          | Портрет | Ім'я українською              | Офіційне латинське ім'я                     | Ім'я в миру | Місце народження                                         | Примітки                                                           |
| -- | ----------------------------------- | ------- | ----------------------------- | ------------------------------------------- | ----------- | -------------------------------------------------------- | ------------------------------------------------------------------ |
| 40 | 22 грудня 401 — 12 березня 417      |         | Інокентій I Святий Інокентій  | Papa Innocentius, Episcopus Romanus         |             | Альбано-Лаціале, Римська імперія (тепер — Італія)        |                                                                    |
| 41 | 18 березня 417 — 26 грудня 418      |         | Зосима Святий Зосима          | Papa Zosimus, Episcopus Romanus             |             | Мезорака, Римська імперія (тепер — Італія)               |                                                                    |
| 42 | 28/29 грудня 418 — 4 вересня 422    |         | Боніфацій I Святий Боніфацій  | Papa Bonifacius, Episcopus Romanus          |             | Рим, Римська імперія (тепер — Італія)                    |                                                                    |
| 43 | 10 вересня 422 — 27 липня 432       |         | Целестін I Святий Целестін    | Papa Coelestinus, Episcopus Romanus         |             | Рим, Римська імперія (тепер — Італія)                    |                                                                    |
| 44 | 31 липня 432 — березень/серпень 440 |         | Сікст III Святий Сикст        | Papa Sixtus Tertius, Episcopus Romanus      |             | Рим, Римська імперія (тепер — Італія)                    | інший варіант написання імені: Xystus Tertius                      |
| 45 | 29 вересня 440 — 10 листопада 461   |         | Лев I Святий Лев Лев Великий  | Papa Leo Magnus, Episcopus Romanus          |             | Тоскана, Західна Римська імперія (тепер — Італія)        | Переконав Аттілу, вождя гунів, припинити своє вторгнення до Італії |
| 46 | 19 листопада 461 — 29 лютого 468    |         | Гіларій Святий Іларій         | Papa Hilarius, Episcopus Romanus            |             | Сардинія, Західна Римська імперія (тепер — Італія)       |                                                                    |
| 47 | 3 березня 468 — 10 березня 483      |         | Сімпліцій Святий Сімпліцій    | Papa Simplicius, Episcopus Romanus          |             | Тіволі, Західна Римська імперія (тепер — Італія)         |                                                                    |
| 48 | 13 березня 483 — 1 березня 492      |         | Фелікс III (II) Святий Фелікс | Papa Felix Tertius, Episcopus Romanus       |             | Рим, Західна Римська імперія (тепер — Італія)            | Інколи його називають Феліксом II, бо Фелікс II був антипапою.     |
| 49 | 1 березня 492 — 21 листопада 496    |         | Геласій I Святий Геласій      | Papa Gelasius, Episcopus Romanus            |             | Африка або Рим, Західна Римська імперія (тепер — Італія) |                                                                    |
| 50 | 24 листопада 496 — 19 листопада 498 |         | Анастасій II                  | Papa Anastasius Secundus, Episcopus Romanus |             | Рим, Західна Римська імперія (тепер — Італія)            |                                                                    |
| 51 | 22 листопада 498 — 19 липня 514     |         | Симмах Святий Симах           | Papa Symmachus, Episcopus Romanus           |             | Сардинія, Королівство вандалів і аланів (тепер — Італія) |                                                                    |

### VI—X століття

#### VI століття
| №  | Понтифікат                      | Портрет | Ім'я українською                                    | Офіційне латинське ім'я                     | Ім'я в миру         | Місце народження                                       | Примітки                                                                                             |
| -- | ------------------------------- | ------- | --------------------------------------------------- | ------------------------------------------- | ------------------- | ------------------------------------------------------ | --- |
| 52 | 20 липня 514 — 19 липня 523     |         | Гормізд Святий Гормізд                              | Papa Hormisdas, Episcopus Romanus           |                     | Фрозіноне, Західна Римська імперія (тепер — Італія)    | Батько папи Сильверія                                                                                |
| 53 | 13 серпня 523 — 18 травня 526   |         | Іоанн I Святий Іоанн                                | Papa Ioannes, Episcopus Romanus             |                     | Сієна, Західна Римська імперія (тепер — Італія)        | |
| 54 | 13 липня 526 — 22 вересня 530   |         | Фелікс IV (III) Святий Фелікс                       | Papa Felix Quartus, Episcopus Romanus       |                     | Самній, Королівство Італія Одоакра (тепер — Італія)    | Інколи його називають Феліксом III, бо Фелікс II був антипапою.                                      |
| 55 | 22 вересня 530 — 17 жовтня 532  |         | Боніфацій II                                        | Papa Bonifacius Secundus, Episcopus Romanus |                     | Рим, Королівство Італія Одоакра (тепер — Італія)       | |
| 56 | 2 січня 533 — 8 травня 535      |         | Іоанн II                                            | Papa Ioannes Secundus, Episcopus Romanus    | Меркурій            | Рим, Західна Римська імперія (тепер — Італія)          | Перший папа, який змінив своє світське ім'я (через те, що ім'я Меркурій було іменем римського бога). |
| 57 | 13 травня 535 — 22 квітня 536   |         | Агапіт I Святий Агапіт                              | Papa Agapetus, Episcopus Romanus            |                     | Рим, Остготське королівство (тепер — Італія)           | День вшанування в церковному календарі Римо-католицької церкви — 22 квітня, 20 вересня               |
| 58 | 1 червня 536 — 11 листопада 537 |         | Сільверій Святий Сільверій                          | Papa Silverius, Episcopus Romanus           |                     | Фрозіноне, Королівство Італія Одоакра (тепер — Італія) | День вшанування в церковному календарі Римо-католицької церкви — 20 червня; син папи Гормізда        |
| 59 | 29 березня 537 — 7 червня 555   |         | Вігілій                                             | Papa Vigilius, Episcopus Romanus            |                     | Рим, Остготське королівство (тепер — Італія)           | |
| 60 | 16 квітня 556 — 4 березня 561   |         | Пелагій I                                           | Papa Pelagius, Episcopus Romanus            |                     | Рим, Остготське королівство (тепер — Італія)           | |
| 61 | 17 липня 561 — 13 липня 574     |         | Іоанн III                                           | Papa Ioannes Tertius, Episcopus Romanus     | Кателін (Кателінус) | Рим, Остготське королівство (тепер — Італія)           | |
| 62 | 2 червня 575 — 30 липня 579     |         | Бенедикт I                                          | Papa Benedictus, Episcopus Romanus          |                     | Рим, Остготське королівство (тепер — Італія)           | |
| 63 | 26 листопада 579 — 7 лютого 590 |         | Пелагій II                                          | Papa Pelagius Secundus, Episcopus Romanus   |                     | Рим, Остготське королівство (тепер — Італія)           | |
| 64 | 3 вересня 590 — 12 березня 604  |         | Григорій I, O.S.B. Святий Григорій Григорій Великий | Papa Gregorius Magnus, Episcopus Romanus    |                     | Рим, Візантійська імперія (тепер — Італія)             | Перший папа, який почав вживати титул «Servus servorum Dei» і «Pontifex Maximus»                     |

#### VII століття
| №  | Понтифікат                       | Портрет | Ім'я українською                      | Офіційне латинське ім'я                              | Ім'я в миру | Місце народження                                                                  | Примітки                                                                                             |
| -- | -------------------------------- | ------- | ------------------------------------- | ---------------------------------------------------- | ----------- | --------------------------------------------------------------------------------- | --- |
| 65 | 13 вересня 604 — 22 лютого 606   |         | Сабініан Святий Сабініан              | Papa Sabinianus, Episcopus Romanus                   |             | Блера, Візантійська імперія (тепер — Італія)                                      | |
| 66 | 19 лютого 607 — 12 листопада 607 |         | Боніфацій III                         | Papa Bonifacius Tertius, Episcopus Romanus           |             | Рим, Візантійська імперія (тепер — Італія)                                        | |
| 67 | 25 серпня 608 — 8 травня 615     |         | Боніфацій IV, O.S.B. Святий Боніфацій | Papa Bonifacius Quartus, Episcopus Romanus           |             | Сан-Бенедетто-дей-Марсі, Візантійська імперія (тепер — Італія)                    | Перший папа, який взяв те саме ім'я, що і його попередник                                            |
| 68 | 19 жовтня 615 — 8 листопада 618  |         | Адеодат I Святий Адеодат              | Papa Adeodatus, або Papa Deusdedit Episcopus Romanus |             | Рим, Візантійська імперія (тепер — Італія)                                        | Інколи його називають Деусдедіт, і тоді папу Адеодата І називають папою Адеодатом (без номера)       |
| 69 | 23 грудня 619 — 25 жовтня 625    |         | Боніфацій V                           | Papa Bonifacius Quintus, Episcopus Romanus           |             | Неаполь, Візантійська імперія (тепер — Італія)                                    | |
| 70 | 27 жовтня 625 — 12 жовтня 638    |         | Гонорій I                             | Papa Honorius, Episcopus Romanus                     |             | Кампанія, Візантійська імперія (тепер — Італія)                                   | |
| 71 | жовтень 638 — 2 серпня 640       |         | Северин                               | Papa Severinus, Episcopus Romanus                    |             | Рим, Візантійська імперія (тепер — Італія)                                        | |
| 72 | 24 грудня 640 — 12 жовтня 642    |         | Іоанн IV                              | Papa Ioannes Quartus, Episcopus Romanus              |             | Задар, Візантійська імперія (тепер —Хорватія)                                     | |
| 73 | 24 листопада 642 — 14 травня 649 |         | Теодор I                              | Papa Theodorus, Episcopus Romanus                    |             | Єрусалим, Візантійська імперія (тепер — Ізраїль/Палестина)                        | |
| 74 | липень 649 — 16 вересня 655      |         | Мартин I Святий Мартин                | Papa Martinus, Episcopus Romanus                     |             | Тоді, Візантійська імперія (тепер — Італія)                                       | День вшанування в церковному календарі Римо-католицької церкви — 12 листопада                        |
| 75 | 10 серпня 654 — 2 червня 657     |         | Євгеній I Святий Євгеній              | Papa Eugenius, Episcopus Romanus                     |             | Рим, Візантійська імперія (тепер — Італія)                                        | |
| 76 | 30 липня 657 — 27 січня 672      |         | Віталіан Святий Віталіан              | Papa Vitalianus, Episcopus Romanus                   |             | Сеньї, Візантійська імперія (тепер — Італія)                                      | |
| 77 | 11 квітня 672 — 17 червня 676    |         | Адеодат II, O.S.B.                    | Papa Adeodatus Secundus, Episcopus Romanus           |             | Рим, Візантійська імперія (тепер — Італія)                                        | Інколи його називають Папа Адеодат (без номера), у випадку, якщо папу Адеодата I називають Деусдедіт |
| 78 | 2 листопада 676 — 11 квітня 678  |         | Домн                                  | Papa Domnus, Episcopus Romanus                       |             | Рим, Візантійська імперія (тепер — Італія)                                        | |
| 79 | 27 червня 678 — 10 січня 681     |         | Агафон Святий Агафон                  | Papa Agatho, Episcopus Romanus                       |             | Сицилія, Візантійська імперія (тепер — Італія)                                    | |
| 80 | грудень 681 — 3 липня 683        |         | Лев II Святий Лев                     | Papa Leo Secundus, Episcopus Romanus                 |             | Сицилія, Візантійська імперія (тепер — Італія)                                    | День вшанування в церковному календарі Римо-католицької церкви — 3 липня                             |
| 81 | 683/26 червня 684 — 8 травня 685 |         | Бенедикт II Святий Бенедикт           | Papa Benedictus Secundus, Episcopus Romanus          |             | Рим, Візантійська імперія (тепер — Італія)                                        | День вшанування в церковному календарі Римо-католицької церкви — 7 травня                            |
| 82 | 12 липня 685 — 2 серпня 686      |         | Іоанн V                               | Papa Ioannes Quintus, Episcopus Romanus              |             | Антіохія, Візантійська імперія (тепер — Антак'я, Туреччина)                       | |
| 83 | 21 жовтня 686 — 22 вересня 687   |         | Конон                                 | Papa Conon, Episcopus Romanus                        |             | Фракісій, Візантійська імперія або Сицилія, Візантійська імперія (тепер — Італія) | |
| 84 | 15 грудня 687 — 8 вересня 701    |         | Сергій I Святий Сергій                | Papa Sergius, Episcopus Romanus                      |             | Палермо, Візантійська імперія (тепер — Італія)                                    | |

#### VIII століття
| №  | Понтифікат                                                             | Портрет | Ім'я українською                     | Офіційне латинське ім'я                    | Ім'я в миру | Місце народження                                                      | Примітки |
| -- | ---------------------------------------------------------------------- | ------- | ------------------------------------ | ------------------------------------------ | ----------- | --------------------------------------------------------------------- | --- |
| 85 | 30 жовтня 701 — 11 січня 705                                           |         | Іоанн VI                             | Papa Ioannes Sextus, Episcopus Romanus     |             | Ефес, Візантійська імперія (тепер — Сельчук, Туреччина)               | |
| 86 | 1 березня 705 — 18 жовтня 707                                          |         | Іоанн VII                            | Papa Ioannes Septimus, Episcopus Romanus   |             | Россано, Візантійська імперія (тепер — Італія)                        | Другий папа, який взяв те саме ім'я, що його попередник                                                                                |
| 87 | 15 січня 708 — 4 лютого 708                                            |         | Сизиній                              | Papa Sisinnius, Episcopus Romanus          |             | Сирія, Омеядський халіфат або Сур, Омеядський халіфат (тепер — Ліван) | |
| 88 | 25 березня 708 — 9 квітня 715                                          |         | Костянтин                            | Papa Constantinus, Episcopus Romanus       |             | Сирія, Омеядський халіфат або Сур, Омеядський халіфат (тепер — Ліван) | Останній папа, який відвідав Грецію, перед тим, як це зробив Іоанн Павло II в 2001. Можливий брат Сизинія.                             |
| 89 | 19 травня 715 — 11 лютого 731                                          |         | Григорій II Святий Григорій ІІ       | Papa Gregorius Secundus, Episcopus Romanus |             | Рим, Візантійська імперія (тепер — Італія)                            | День вшанування в церковному календарі Римо-католицької церкви — 11 лютого                                                             |
| 90 | 18 березня 731 — 28 листопада 741                                      |         | Григорій III Святий Григорій ІІІ     | Papa Gregorius Tertius, Episcopus Romanus  |             | Білад аш-Шам, Омеядський халіфат (тепер —Сирія)                       | Третій папа, який взяв те саме ім'я, що його попередник; день вшанування в церковному календарі Римо-католицької церкви — 28 листопада |
| 91 | 3 грудня 741 — 14 березня/22 березня 752                               |         | Захарій Святий Захарій (або Захарія) | Papa Zacharias, Episcopus Romanus          |             | Санта-Северина, Візантійська імперія (тепер — Італія)                 | День вшанування в церковному календарі Римо-католицької церкви — 15 березня                                                            |
|    | 23 березня 752 — 25 березня 752 Не встиг вступити на папський престол. |         | Стефан II                            | Stephanus                                  |             | Рим, Візантійська імперія (тепер — Італія)                            | Помер через три дні після свого обрання і не встиг вступити на папський престол.                                                       |
| 92 | 26 березня 752 — 26 квітня 757                                         |         | Стефан II (III)                      | Papa Stephanus Secundus, Episcopus Romanus |             | Рим, Візантійська імперія (тепер — Італія)                            | Інколи його називають Стефаном III |
| 93 | 29 травня 757 — 28 червня 767                                          |         | Павло I Святий Павло                 | Papa Paulus, Episcopus Romanus             |             | Рим, Візантійська імперія (тепер — Італія)                            | Брат Стефана II (III) |
| 94 | 1 серпня 767 — 24 січня 772                                            |         | Стефан III (IV)                      | Papa Stephanus Tertius, Episcopus Romanus  |             | Сицилія, Візантійська імперія (тепер — Італія)                        | Інколи його називають Стефаном IV |
| 95 | 1 лютого 772 — 26 грудня 795                                           |         | Адріан I                             | Papa Hadrianus, Episcopus Romanus          |             | Рим, Візантійська імперія (тепер — Італія)                            | |
| 96 | 26 грудня 795 — 12 червня 816                                          |         | Лев III                              | Papa Leo Tertius, Episcopus Romanus        |             | Рим, Візантійська імперія (тепер — Італія)                            | |

#### IX століття
| №   | Понтифікат                       | Портрет | Ім'я українською                         | Офіційне латинське ім'я                    | Ім'я в миру | Місце народження                                                                          | Примітки |
| --- | -------------------------------- | ------- | ---------------------------------------- | ------------------------------------------ | ----------- | ----------------------------------------------------------------------------------------- | --- |
| 97  | 12 червня 816 — 24 січня 817     |         | Стефан IV (V)                            | Papa Stephanus Quartus, Episcopus Romanus  |             | Рим, Папська держава (тепер — Італія)                                                     | Інколи його називають Стефаном V                                                                                           |
| 98  | 25 січня 817 — 11 лютого 824     |         | Пасхалій I Святий Пасхалій               | Papa Paschalis, Episcopus Romanus          |             | Рим, Папська держава (тепер — Італія)                                                     | |
| 99  | 8 травня 824 — серпень 827       |         | Євгеній II                               | Papa Eugenius Secundus, Episcopus Romanus  |             | Рим, Папська держава (тепер — Італія)                                                     | |
| 100 | серпень 827 — вересень 827       |         | Валентин                                 | Papa Valentinus, Episcopus Romanus         |             | Рим, Папська держава (тепер — Італія)                                                     | |
| 101 | 827 — січень 844                 |         | Григорій IV                              | Papa Gregorius Quartus, Episcopus Romanus  |             | Рим, Папська держава (тепер — Італія)                                                     | |
| 102 | січень 844 — 7 січня 847         |         | Сергій II                                | Papa Sergius Secundus, Episcopus Romanus   |             | Рим, Папська держава (тепер — Італія)                                                     | |
| 103 | січень 847 — 17 липня 855        |         | Лев IV, O.S.B. Святий Лев                | Papa Leo Quartus, Episcopus Romanus        |             | Рим, Папська держава (тепер — Італія)                                                     | |
| 104 | 855 — 7 квітня 858               |         | Бенедикт III                             | Papa Benedictus Tertius, Episcopus Romanus |             | Рим, Папська держава (тепер — Італія)                                                     | |
| 105 | 24 квітня 858 — 13 листопада 867 |         | Миколай I Святий Миколай Миколай Великий | Papa Nicolaus Magnus Episcopus Romanus     |             | Рим, Папська держава (тепер — Італія)                                                     | |
| 106 | 14 грудня 867 — 14 грудня 872    |         | Адріан II                                | Papa Hadrianus Secundus, Episcopus Romanus |             | Рим, Папська держава (тепер — Італія)                                                     | |
| 107 | 14 грудня 872 — 16 грудня 882    |         | Іоанн VIII                               | Papa Ioannes Octavus, Episcopus Romanus    |             | Рим, Папська держава (тепер — Італія)                                                     | |
| 108 | 16 грудня 882 — 15 травня 884    |         | Марин I                                  | Papa Marinus, Episcopus Romanus            |             | Галлезе, Папська держава (тепер — Італія)                                                 | |
| 109 | 17 травня 884 — бл.вересня 885   |         | Адріан III Святий Адріан                 | Papa Hadrianus Tertius, Episcopus Romanus  |             | Рим, Папська держава (тепер — Італія)                                                     | |
| 110 | 885 — 14 вересня 891             |         | Стефан V (VI)                            | Papa Stephanus Quintus, Episcopus Romanus  |             | Рим, Папська держава (тепер — Італія)                                                     | Інколи його називають Стефаном VI                                                                                          |
| 111 | 19 вересня 891 — 4 квітня 896    |         | Формоз                                   | Papa Formosus, Episcopus Romanus           |             | Віваріо, Франкське королівство тепер — Франція) або Рим, Папська держава (тепер — Італія) | Посмертно засуджений на т. зв. «Трупному синоді», який скликав Стефан VI (VII) у 897 р. Суд відбувався над трупом Формоза. |
| 112 | 4 квітня 896 — 19 квітня 896     |         | Боніфацій VI                             | Papa Bonifacius Sextus, Episcopus Romanus  |             | Рим, Папська держава (тепер — Італія)                                                     | |
| 113 | 22 травня 896 — серпень 897      |         | Стефан VI (VII)                          | Papa Stephanus Sextus, Episcopus Romanus   |             | Рим, Папська держава (тепер — Італія)                                                     | Інколи його називають Стефаном VII                                                                                         |
| 114 | серпень 897 — листопад 897       |         | Роман                                    | Papa Romanus, Episcopus Romanus            |             | Галлезе, Папська держава (тепер — Італія)                                                 | |
| 115 | грудень 897                      |         | Теодор II                                | Papa Theodorus Secundus, Episcopus Romanus |             | Рим, Папська держава (тепер — Італія)                                                     | |
| 116 | січень 898 — січень 900          |         | Іоанн IX, O.S.B.                         | Papa Ioannes Nonus, Episcopus Romanus      |             | Тіволі, Папська держава (тепер — Італія)                                                  | |

#### X століття
| №   | Понтифікат                              | Портрет | Ім'я українською  | Офіційне латинське ім'я                         | Ім'я в миру       | Місце народження                                                         | Примітки                            |
| --- | --------------------------------------- | ------- | ----------------- | ----------------------------------------------- | ----------------- | ------------------------------------------------------------------------ | ----------------------------------- |
| 117 | 900 — 903                               |         | Бенедикт IV       | Papa Benedictus Quartus, Episcopus Romanus      |                   | Рим, Папська держава (тепер — Італія)                                    |                                     |
| 118 | липень 903 — вересень 903               |         | Лев V             | Papa Leo Quintus, Episcopus Romanus             |                   | Ардеа, Папська держава (тепер — Італія)                                  |                                     |
| 119 | 29 січня 904 — 14 квітня 911            |         | Сергій III        | Papa Sergius Tertius, Episcopus Romanus         |                   | Рим, Папська держава (тепер — Італія)                                    | Початок періоду порнократії         |
| 120 | квітень 911 — червень 913               |         | Анастасій III     | Papa Anastasius Tertius, Episcopus Romanus      |                   | Рим, Папська держава (тепер — Італія)                                    |                                     |
| 121 | липень/серпень 913 — лютий/березень 914 |         | Ландон            | Papa Lando, Episcopus Romanus                   |                   | Сабіна, Папська держава (тепер — Італія)                                 |                                     |
| 122 | березень 914 — травень 928              |         | Іоанн X           | Papa Ioannes Decimus, Episcopus Romanus         |                   | Борго-Тоссіньяно, Папська держава (тепер — Італія)                       |                                     |
| 123 | травень 928 — грудень 928               |         | Лев VI            | Papa Leo Sextus, Episcopus Romanus              |                   | Рим, Папська держава (тепер — Італія)                                    |                                     |
| 124 | грудень 928 — лютий 931                 |         | Стефан VII (VIII) | Papa Stephanus Septimus, Episcopus Romanus      |                   | Рим, Папська держава (тепер — Італія)                                    | Інколи його називають Стефаном VIII |
| 125 | лютий/березень 931 — грудень 935        |         | Іоанн XI          | Papa Ioannes Undecimus, Episcopus Romanus       |                   | Рим, Папська держава (тепер — Італія)                                    |                                     |
| 126 | 3 січня 936 — 13 липня 939              |         | Лев VII, O.S.B.   | Papa Leo Septimus, Episcopus Romanus            |                   | Рим, Папська держава (тепер — Італія)                                    |                                     |
| 127 | 14 липня 939 — жовтень 942              |         | Стефан VIII (IX)  | Papa Stephanus Octavus, Episcopus Romanus       |                   | Рим, Папська держава (тепер — Італія)                                    | Інколи його називають Стефаном IX   |
| 128 | 30 жовтня 942 — травень 946             |         | Марин II          | Papa Marinus Secundus, Episcopus Romanus        |                   | Рим, апська держава (тепер — Італія)                                     |                                     |
| 129 | 10 травня 946 — грудень 955             |         | Агапіт II         | Papa Agapetus Secundus, Episcopus Romanus       |                   | Рим, Папська держава (тепер — Італія)                                    |                                     |
| 130 | 16 грудня 955 — 14 травня 964           |         | Іоанн XII         | Papa Ioannes Duodecimus, Episcopus Romanus      | Октавіан          | Рим, Папська держава (тепер — Італія)                                    | Кінець періоду порнократії          |
| 131 | 22 травня 964 — 23 червня 964           |         | Бенедикт V        | Papa Benedictus Quintus, Episcopus Romanus      |                   | Рим, Папська держава (тепер — Італія)                                    |                                     |
| 132 | липень 964 — 1 березня 965              |         | Лев VIII          | Papa Leo Octavus, Episcopus Romanus             |                   | Рим, Папська держава (тепер — Італія)                                    |                                     |
| 133 | 1 жовтня 965 — 6 вересня 972            |         | Іоанн XIII        | Papa Ioannes Tertius Decimus, Episcopus Romanus |                   | Рим, Папська держава (тепер — Італія)                                    |                                     |
| 134 | 19 січня 973 — червень 974              |         | Бенедикт VI       | Papa Benedictus Sextus, Episcopus Romanus       |                   | Рим, Папська держава (тепер — Італія)                                    | Усунутий і вбитий                   |
| 135 | жовтень 974 — 10 липня 983              |         | Бенедикт VII      | Papa Benedictus Septimus, Episcopus Romanus     |                   | Рим, Папська держава (тепер — Італія)                                    |                                     |
| 136 | грудень 983 — 20 серпня 984             |         | Іоанн XIV         | Papa Ioannes Quartus Decimus, Episcopus Romanus | П'єтро Кампанора  | Павія, Італійське королівство Священно Римської імперії (тепер — Італія) |                                     |
| 137 | серпень 985 — березень 996              |         | Іоанн XV          | Papa Ioannes Quintus Decimus, Episcopus Romanus |                   | Рим, Папська держава (тепер — Італія)                                    |                                     |
| 138 | 3 травня 996 — 18 лютого 999            |         | Григорій V        | Papa Gregorius Quintus, Episcopus Romanus       | Бруно             | Штайнах-Пюрґ, Священна Римська імперія (тепер — Австрія)                 | Перший папа-німець                  |
| 139 | 2 квітня 999 — 12 травня 1003           |         | Сильвестр II      | Papa Sylvester Secundus, Episcopus Romanus      | Герберт д'Орільяк | Аквітанське герцогство, Середньовічна Франція, (тепер — Франція)         | Перший папа-француз                 |

### XI—XV століття

#### XI століття
| №   | Понтифікат                            | Портрет | Ім'я українською                     | Офіційне латинське ім'я                          | Ім'я в миру                      | Місце народження                                                   | Примітки                                                                             |  |
| --- | ------------------------------------- | ------- | ------------------------------------ | ------------------------------------------------ | -------------------------------- | ------------------------------------------------------------------ | ------------------------------------------------------------------------------------ |  |
| 140 | червень 1003 — грудень 1003           |         | Іоанн XVII                           | Papa Ioannes Septimus Decimus, Episcopus Romanus | Сікконе                          | Рим, Папська держава (тепер — Італія)                              |                                                                                      |  |
| 141 | 25 грудня 1003 — липень 1009          |         | Іоанн XVIII                          | Papa Ioannes Duodevicesimus, Episcopus Romanus   | Джованні Фазано; Фазіанус        | Рим, Папська держава (тепер — Італія)                              |                                                                                      |  |
| 142 | 31 липня 1009 — 12 травня 1012        |         | Сергій IV                            | Papa Sergius Quartus, Episcopus Romanus          | П'єтро Боккапекора               | Рим, Папська держава (тепер — Італія)                              |                                                                                      |  |
| 143 | 18 травня 1012 — 9 квітня 1024        |         | Бенедикт VIII                        | Papa Benedictus Octavus, Episcopus Romanus       | Теофілакт II, граф Тускульський  | Рим, Папська держава (тепер — Італія)                              |                                                                                      |  |
| 144 | квітень/травень 1024 — 20 жовтня 1032 |         | Іоанн XIX                            | Papa Ioannes Undevicesimus, Episcopus Romanus    | Роман                            | Рим, Папська держава (тепер — Італія)                              |                                                                                      |  |
| 145 | 1032 — 1044                           |         | Бенедикт IX                          | Papa Benedictus Nonus, Episcopus Romanus         | Теофілакт III, граф Тускульський | Рим, Папська держава (тепер — Італія)                              | Перший термін                                                                        |  |
| 146 | 1045                                  |         | Сильвестр III                        | Papa Sylvester Tertius, Episcopus Romanus        | Іоанн, єпископ Сабіни            | Рим, Папська держава (тепер — Італія)                              | Правосильність його вибору була поставлена під сумнів. Усунутий Сутрійським собором. |  |
| 147 | 1045 — 1046                           |         | Бенедикт IX                          | Papa Benedictus Nonus, Episcopus Romanus         | Теофілакт ІІІ                    | Рим, Папська держава (тепер — Італія)                              | Другий термін. Усунутий Сутрійським собором.                                         |  |
| 148 | квітень/травень 1045 — 20 грудня 1046 |         | Григорій VI                          | Papa Gregorius Sextus, Episcopus Romanus         | Йоганнес Граціанус               | Рим, Папська держава (тепер — Італія)                              | Усунутий Сутрійським собором                                                         |  |
| 149 | 24 грудня 1046 — 9 жовтня 1047        |         | Климент II                           | Papa Clemens Secundus, Episcopus Romanus         | Суїтґер                          | Гамбург, Священна Римська імперія (тепер — Німеччина)              |                                                                                      |  |
| 150 | листопад 1047–1048                    |         | Бенедикт IX                          | Papa Benedictus Nonus, Episcopus Romanus         | Теофілакт ІІІ                    | Рим, Папська держава (тепер — Італія)                              | Третій термін; усунутий і екскомунікований                                           |  |
| 151 | 17 липня 1048 — 9 серпня 1048         |         | Дамасій II                           | Papa Damasus Secundus, Episcopus Romanus         | Поппо                            | Баварія, Священна Римська імперія (тепер — Німеччина)              |                                                                                      |  |
| 152 | 12 лютого 1049 — 19 квітня 1054       |         | Лев IX Святий Лев                    | Papa Leo Nonus, Episcopus Romanus                | Бруно                            | Егісайм, Священна Римська імперія (тепер — Франція)                |                                                                                      |  |
| 153 | 13 квітня 1055 — 28 липня 1057        |         | Віктор II                            | Papa Victor Secundus, Episcopus Romanus          | Ґебгард, Толленштайн, Гіршберґ   | Священна Римська імперія (тепер — Німеччина)                       |                                                                                      |  |
| 154 | 2 серпня 1057 — 29 березня 1058       |         | Стефан IX (X), O.S.B.                | Papa Stephanus Nonus, Episcopus Romanus          | Фрідріх Лотаринзький             | Лотаринзьке герцогство, Священна Римська імперія (тепер — Франція) | Інколи його називають Стефаном X                                                     |  |
| 155 | 6 грудня 1058 — 27 липня 1061         |         | Миколай II                           | Papa Nicolaus Secundus, Episcopus Romanus        | Герард Бургундський              | Меркюрі, Священна Римська імперія (тепер — Франція)                |                                                                                      |  |
| 156 | 30 вересня 1061 — 21 квітня 1073      |         | Олександр II                         | Papa Alexander Secundus, Episcopus Romanus       | Ансельмо да Баджо                | Мілан, Священна Римська імперія (тепер — Італія)                   |                                                                                      |  |
| 157 | 22 квітня 1073 — 25 травня 1085       |         | Григорій VII, O.S.B. Святий Григорій | Papa Gregorius Septimus, Episcopus Romanus       | Гільдебранд                      | Сована, Священна Римська імперія (тепер — Італія)                  |                                                                                      |  |
| 158 | 24 травня 1086 — 16 вересня 1087      |         | Віктор III, O.S.B. Блаженний Віктор  | Papa Victor Tertius, Episcopus Romanus           | Дезідеріо; Дезідеріус, Дауферіус | Беневенто, Беневентське герцогство (тепер — Італія)                |                                                                                      |  |
| 159 | 12 березня 1088 — 29 липня 1099       |         | Урбан II, O.S.B. Блаженний Урбан     | Papa Urbanus Secundus, Episcopus Romanus         | Одо                              | Лажері, Середньовічна Франція, (тепер — Франція)                   | Розпочав Перший хрестовий похід                                                      |  |

#### XII століття
| №   | Понтифікат                         | Портрет | Ім'я українською                       | Офіційне латинське ім'я                      | Ім'я в миру                    | Місце народження                                                       | Герб | Примітки                                                        |
| --- | ---------------------------------- | ------- | -------------------------------------- | -------------------------------------------- | ------------------------------ | ---------------------------------------------------------------------- | ---- | --------------------------------------------------------------- |
| 160 | 13 серпня 1099 — 21 січня 1118     |         | Пасхалій II, O.Cist.                   | Papa Paschalis Secundus, Episcopus Romanus   | Раньєро                        | Бледа (тепер — Санта-Софія), Священна Римська імперія (тепер — Італія) |      |                                                                 |
| 161 | 24 січня 1118 — 28 січня 1119      |         | Геласій II, O.S.B.                     | Papa Gelasius Secundus, Episcopus Romanus    | Джованні Коньюло               | Гаета, Гаетанське герцогство (тепер — Італія)                          |      |                                                                 |
| 162 | 2 лютого 1119 — 13 грудня 1124     |         | Калікст II                             | Papa Callistus Secundus, Episcopus Romanus   | Гвідо                          | Кенже, Священна Римська імперія (тепер — Франція)                      |      | Відкрив Перший Латеранський собор (1123)                        |
| 163 | 15 грудня 1124 — 13 лютого 1130    |         | Гонорій II                             | Papa Honorius Secundus, Episcopus Romanus    | Ламберто Сканнабеккі           | Казальф'юманезе, Папська держава (тепер — Італія)                      |      |                                                                 |
| 164 | 14 лютого 1130 — 24 вересня 1143   |         | Інокентій II                           | Papa Innocentius Secundus, Episcopus Romanus | Грегоріо Папарескі             | Рим, Папська держава (тепер — Італія)                                  |      | Скликав Другий Латеранський собор (1139)                        |
| 165 | 26 вересня 1143 — 8 березня 1144   |         | Целестин II                            | Papa Coelestinus Secundus, Episcopus Romanus | Гвідо                          | Читта-ді-Кастелло, Папська держава (тепер — Італія)                    |      |                                                                 |
| 166 | 12 березня 1144 — 15 березня 1145  |         | Луцій II                               | Papa Lucius Secundus, Episcopus Romanus      | Джерардо Каччанемічі даль Орсо | Болонья, Папська держава (тепер — Італія)                              |      |                                                                 |
| 167 | 15 лютого 1145 — 8 липня 1153      |         | Євгеній III, O.Cist. Блаженний Євгеній | Papa Eugenius Tertius, Episcopus Romanus     | Бернардо Піньятеллі            | Піза, Пізанська республіка (тепер — Італія)                            |      |                                                                 |
| 168 | 8 липня 1153 — 3 грудня 1154       |         | Анастасій IV                           | Papa Anastasius Quartus, Episcopus Romanus   | Коррадо                        | Рим, Папська держава (тепер — Італія)                                  |      |                                                                 |
| 169 | 4 грудня 1154 — 1 вересня 1159     |         | Адріан IV, O.S.A.                      | Papa Hadrianus Quartus, Episcopus Romanus    | Ніколас Брейкспір              | Ебботс-Ленглі, Королівство Англія (тепер — Велика Британія)            |      | Єдиний папа-англієць; віддав Ірландію Генріха ІІ, короля Англії |
| 170 | 7 вересня 1159 — 30 серпня 1181    |         | Олександр III                          | Papa Alexander Tertius, Episcopus Romanus    | Роландо Бандінеллі             | Сієна, Тосканська марка (тепер — Італія)                               |      | Скликав Третій Латеранський собор (1179)                        |
| 171 | 1 вересня 1181 — 25 листопада 1185 |         | Луцій III                              | Papa Lucius Tertius, Episcopus Romanus       | Убальдо Аллучінголі            | Лукка, Тосканська марка (тепер — Італія)                               |      |                                                                 |
| 172 | 25 листопада 1185 — 19 жовтня 1187 |         | Урбан III                              | Papa Urbanus Tertius, Episcopus Romanus      | Умберто Крівеллі               | Куджоно, Священна Римська імперія (тепер — Італія)                     |      |                                                                 |
| 173 | 21 жовтня 1187 — 17 грудня 1187    |         | Григорій VIII                          | Papa Gregorius Octavus, Episcopus Romanus    | Альберто ді Морра              | Беневенто, Папська держава (тепер — Італія)                            |      | Запропонував Третій хрестовий похід                             |
| 174 | 19 грудня 1187 — 27 березня 1191   |         | Климент III                            | Papa Clemens Tertius, Episcopus Romanus      | Пауліно Сколарі                | Рим, Папська держава (тепер — Італія)                                  |      |                                                                 |
| 175 | 30 березня 1191 — 8 січня 1198     |         | Целестин III                           | Papa Coelestinus Tertius, Episcopus Romanus  | Джачінто Бобоне                | Рим, Папська держава (тепер — Італія)                                  |      |                                                                 |

#### XIII століття
| №   | Понтифікат                         | Портрет | Ім'я українською                       | Офіційне латинське ім'я                          | Ім'я в миру                                 | Місце народження                                                                                                  | Герб | Примітки                                                                                   |
| --- | ---------------------------------- | ------- | -------------------------------------- | ------------------------------------------------ | ------------------------------------------- | --- | ---- | ------------------------------------------------------------------------------------------ |
| 176 | 8 січня 1198 — 16 липня 1216       |         | Інокентій III                          | Papa Innocentius Tertius, Episcopus Romanus      | Лотаріо деі Конті ді Сеньї                  | Гавіньяно, Папська держава (тепер — Італія)                                                                       |      | Скликав Четвертий Латеранський собор (1215)                                                |
| 177 | 18 липня 1216 — 18 березня 1227    |         | Гонорій III                            | Papa Honorius Tertius, Episcopus Romanus         | Ченчо Савеллі                               | Рим, Папська держава (тепер — Італія)                                                                             |      |                                                                                            |
| 178 | 19 березня 1227 — 22 серпня 1241   |         | Григорій IX                            | Papa Gregorius Nonus, Episcopus Romanus          | Уголіно деі Конті ді Сеньї                  | Ананьї, Папська держава (тепер — Італія)                                                                          |      |                                                                                            |
| 179 | 25 жовтня 1241 — 10 листопада 1241 |         | Целестин IV, O.S.B.                    | Papa Coelestinus Quartus, Episcopus Romanus      | Гоффредо Кастільйоні                        | Мілан, Священна Римська імперія (тепер — Італія)                                                                  |      |                                                                                            |
| 180 | 25 червня 1243 — 7 грудня 1254     |         | Інокентій IV                           | Papa Innocentius Quartus, Episcopus Romanus      | Сінібальдо Фієскі                           | Генуя, Генуезька республіка (тепер — Італія) або Манарола, Генуезька республіка (тепер — Італія) Італія           |      | Скликав Перший Ліонський собор (1245)                                                      |
| 181 | 12 грудня 1254 — 25 травня 1261    |         | Олександр IV                           | Papa Alexander Quartus, Episcopus Romanus        | Рінальдо деі Конті ді Сеньї; Рінальдо Конті | Єнне, Папська держава (тепер — Італія)                                                                            |      |                                                                                            |
| 182 | 29 серпня 1261 — 2 жовтня 1264     |         | Урбан IV                               | Papa Urbanus Quartus, Episcopus Romanus          | Жак Панталеон                               | Труа, Середньовічна Франція, (тепер — Франція)                                                                    |      |                                                                                            |
| 183 | 5 лютого 1265 — 29 листопада 1268  |         | Климент IV                             | Papa Clemens Quartus, Episcopus Romanus          | Ґі Фокуа ле Ґро                             | Сен-Жіль, Середньовічна Франція, (тепер — Франція)                                                                |      |                                                                                            |
|     | 29 листопада 1268 — 1 вересня 1271 |         | Sede vacante                           |                                                  |                                             | |      |                                                                                            |
| 184 | 1 вересня 1271 — 10 січня 1276     |         | Григорій X, O.Cist. Блаженний Григорій | Papa Gregorius Decimus, Episcopus Romanus        | Тебальдо Вісконті                           | П'яченца, Священна Римська імперія (тепер — Італія)                                                               |      | Скликав Другий Ліонський собор (1274), де було встановлено нині чинний порядок обрання Пап |
| 185 | 21 січня 1276 — 22 червня 1276     |         | Інокентій V, O.P. Блаженний Інокентій  | Papa Innocentius Quintus, Episcopus Romanus      | П'єр де Тарантез                            | Шампаньї-ан-Вануаз, Арелатське королівство (тепер — Франція) або Ла-Саль, Арелатське королівство (тепер — Італія) |      |                                                                                            |
| 186 | 11 липня 1276 — 18 серпня 1276     |         | Адріан V                               | Papa Hadrianus Quintus, Episcopus Romanus        | Оттобуоно Фієскі                            | Генуя, Генуезька республіка (тепер — Італія)                                                                      |      |                                                                                            |
| 187 | 8 вересня 1276 — 20 травня 1277    |         | Іоанн XXI                              | Papa Ioannes Vicesimus Primus, Episcopus Romanus | Педро Іспано                                | Лісабон, Португальське королівство (тепер — Португалія)                                                           |      |                                                                                            |
| 188 | 25 листопада 1277 — 22 серпня 1280 |         | Миколай III, O.S.B.                    | Papa Nicolaus Tertius, Episcopus Romanus         | Джованні Гаетано Орсіні                     | Рим, Папська держава (тепер — Італія)                                                                             |      |                                                                                            |
| 189 | 22 лютого 1281 — 28 березня 1285   |         | Мартин IV                              | Papa Martinus Quartus, Episcopus Romanus         | Сімон де Бріон                              | Турен, Середньовічна Франція, (тепер — Франція)                                                                   |      |                                                                                            |
| 190 | 2 квітня 1285 — 3 квітня 1287      |         | Гонорій IV                             | Papa Honorius Quartus, Episcopus Romanus         | Джакомо Савеллі                             | Рим, Папська держава (тепер — Італія)                                                                             |      |                                                                                            |
| 191 | 22 лютого 1288 — 4 квітня 1292     |         | Миколай IV, O.F.M.                     | Papa Nicolaus Quartus, Episcopus Romanus         | Джіроламо Маші                              | Ліскіано, Неаполітанське королівство (тепер — Італія)                                                             |      |                                                                                            |
|     | 4 квітня 1292 — 5 липня 1294       |         | Sede vacante                           |                                                  |                                             | |      |                                                                                            |
| 192 | 5 липня 1294 — 13 грудня 1294      |         | Целестин V, O.S.B. Святий Целестин     | Papa Coelestinus Quintus, Episcopus Romanus      | П'єтро да Морроне                           | Сант-Анджело-Лімозано, Сицилійське королівство (тепер — Італія)                                                   |      | Один з трьох пап, які зреклися престолу                                                    |
| 193 | 24 грудня 1294 — 11 жовтня 1303    |         | Боніфацій VIII                         | Papa Bonifacius Octavus, Episcopus Romanus       | Бенедетто Каетані                           | Ананьї, Папська держава (тепер — Італія)                                                                          |      |                                                                                            |

#### XIV століття
| №   | Понтифікат                       | Портрет | Ім'я українською                     | Офіційне латинське ім'я                            | Ім'я в миру               | Місце народження                                                                                           | Герб | Примітки                                        |
| --- | -------------------------------- | ------- | ------------------------------------ | -------------------------------------------------- | ------------------------- | --- | ---- | ----------------------------------------------- |
| 194 | 22 жовтня 1303 — 7 липня 1304    |         | Бенедикт XI, O.P. Блаженний Бенедикт | Papa Benedictus Undecimus, Episcopus Romanus       | Нікколо Бокказіні         | незалежне місто Тревізо, Італія                                                                            |      | Скликав В'єнський собор 1311–1312               |
| 195 | 5 червня 1305 — 20 квітня 1314   |         | Климент V                            | Papa Clemens Quintus, Episcopus Romanus            | Бертран де Ґот            | Юзест, Середньовічна Франція, (тепер — Франція) або Вілландро, Середньовічна Франція, (тепер — Франція)    |      | Авіньйонський полон. Скасував Орден Тамплієрів. |
|     | 20 квітня 1314 — 7 серпня 1316   |         | Sede vacante                         |                                                    |                           | |      |                                                 |
| 196 | 7 серпня 1316 — 4 грудня 1334    |         | Іоанн XXII                           | Papa Ioannes Vicesimus Secundus, Episcopus Romanus | Жак Дюез                  | Кагор, Середньовічна Франція, (тепер — Франція)                                                            |      | Авіньйонський полон                             |
| 197 | 20 грудня 1334 — 25 квітня 1342  |         | Бенедикт XII, O.Cist.                | Papa Benedictus Duodecimus, Episcopus Romanus      | Жак Фурньє                | Саверден, Середньовічна Франція, (тепер — Франція)                                                         |      | Авіньйонський полон                             |
| 198 | 7 травня 1342 — 6 грудня 1352    |         | Климент VI                           | Papa Clemens Sextus, Episcopus Romanus             | П'єр Роже де Бофор-Тюренн | Розьє-д'Еглетон, Середньовічна Франція, (тепер — Франція)                                                  |      | Авіньйонський полон                             |
| 199 | 18 грудня 1352 — 12 вересня 1362 |         | Інокентій VI                         | Papa Innocentius Sextus, Episcopus Romanus         | Етієн Обер; Стефан Обер   | Бейссак, Середньовічна Франція, (тепер — Франція)                                                          |      | Авіньйонський полон                             |
| 200 | 28 вересня 1362 — 19 грудня 1370 |         | Урбан V, O.S.B. Блаженний Урбан      | Papa Urbanus Quintus, Episcopus Romanus            | Ґільйом Ґрімор            | Окситанія, Середньовічна Франція, (тепер — Франція)                                                        |      | Авіньйонський полон                             |
| 201 | 30 грудня 1370 — 26 березня 1378 |         | Григорій XI                          | Papa Gregorius Undecimus, Episcopus Romanus        | П'єр Роже де Бофор        | Сен-Жульєн-Момон, Середньовічна Франція, (тепер — Франція)                                                 |      | Авіньйонський полон; повернення до Рима         |
| 202 | 8 квітня 1378 — 15 жовтня 1389   |         | Урбан VI                             | Papa Urbanus Sextus, Episcopus Romanus             | Бартоломео Пріньяно       | Ітрі, Неаполітанське королівство (тепер — Італія) або Неаполь, Неаполітанське королівство (тепер — Італія) |      | Західна схизма                                  |
| 203 | 2 листопада 1389 — 1 жовтня 1404 |         | Боніфацій IX                         | Papa Bonifacius Nonus, Episcopus Romanus           | П'єтро Томачеллі          | Неаполь, Неаполітанське королівство (тепер — Італія)                                                       |      | Західна схизма                                  |

#### XV століття
| №   | Понтифікат                         | Портрет | Ім'я українською   | Офіційне латинське ім'я                      | Ім'я в миру                | Місце народження                                                  | Герб | Примітки |
| --- | ---------------------------------- | ------- | ------------------ | -------------------------------------------- | -------------------------- | ----------------------------------------------------------------- | ---- | --- |
| 204 | 17 жовтня 1404 — 6 листопада 1406  |         | Інокентій VII      | Papa Innocentius Septimus, Episcopus Romanus | Козімо Джентіле Мільйораті | Сульмона, Неаполітанське королівство (тепер — Італія)             |      | Західна схизма |
| 205 | 30 листопада 1406 — 4 липня 1415   |         | Григорій XII       | Papa Gregorius Duodecimus, Episcopus Romanus | Анджело Коррер             | Венеція, Венеційська республіка (тепер — Італія)                  |      | Західна схизма; зрікся престолу під час Констанцького собору, який скликав його опонент антипапа Іван XXIII.                                             |
|     | 4 липня 1415 — 11 листопада 1417   |         | Sede vacante       |                                              |                            |                                                                   |      | |
| 206 | 11 листопада 1417 — 20 лютого 1431 |         | Мартин V           | Papa Martinus Quintus, Episcopus Romanus     | Оддоне Колонна             | Дженаццано, Папська держава (тепер — Італія)                      |      | Скликав Базельський собор (1431) |
| 207 | 3 березня 1431 — 23 лютого 1447    |         | Євгеній IV, O.S.A. | Papa Eugenius Quartus, Episcopus Romanus     | Габріеле Кондульмер        | Венеція, Венеційська республіка (тепер — Італія)                  |      | у 1433 коронував у Римі Сигізмунда, імператора Священної Римської імперії.                                                                               |
| 208 | 6 березня 1447 — 24 березня 1455   |         | Миколай V, O.P.    | Papa Nicolaus Quintus, Episcopus Romanus     | Томмазо Парентучеллі       | Сарцана, Генуезька республіка (тепер — Італія)                    |      | Проголосив ювілейний рік 1450; у 1452 коронував у Римі Фрідріха ІІІ, імператора Священної Римської імперії.                                              |
| 209 | 8 квітня 1455 — 6 серпня 1458      |         | Каллікст III       | Papa Callixtus Tertius, Episcopus Romanus    | Альфонсо де Борджіа        | Каналс, Арагонська Корона (тепер — Іспанія)                       |      | Перший папа-іспанець |
| 210 | 19 серпня 1458 — 15 серпня 1464    |         | Пій II             | Papa Pius Secundus, Episcopus Romanus        | Енеа Сільвіо Пікколоміні   | Корсігнано (тепер — П'єнца), Сієнська республіка (тепер — Італія) |      | |
| 211 | 30 серпня 1464 — 26 липня 1471     |         | Павло II           | Papa Paulus Secundus, Episcopus Romanus      | П'єтро Барбо               | Венеція, Венеційська республіка (тепер — Італія)                  |      | Племінник Євгенія IV |
| 212 | 9 серпня 1471 — 12 серпня 1484     |         | Сикст IV, O.F.M.   | Papa Xystus Quartus, Episcopus Romanus       | Франческо делла Ровере     | Челле-Ліґуре, Генуезька республіка (тепер — Італія)               |      | |
| 213 | 29 серпня 1484 — 25 липня 1492     |         | Інокентій VIII     | Papa Innocentius Octavus, Episcopus Romanus  | Джованні Баттіста Чібо     | Генуя, Генуезька республіка (тепер — Італія)                      |      | |
| 214 | 11 серпня 1492 — 18 серпня 1503    |         | Олександр VI       | Papa Alexander Sextus, Episcopus Romanus     | Родріго де Лансоль-Борджіа | Шатіва, Валенсійське королівство (тепер — Іспанія)                |      | Племінник Каллікста III. Батько Чезаре Борджіа і Лукреції Борджіа. У 1493 буллою Inter caetera поділив позаєвропейський світ між Іспанією і Португалією. |

### XVI—XX століття

#### XVI століття
| №   | Понтифікат                                  | Портрет | Ім'я українською       | Офіційне латинське ім'я                           | Ім'я в миру                      | Місце народження                                             | Герб | Примітки |
| --- | ------------------------------------------- | ------- | ---------------------- | ------------------------------------------------- | -------------------------------- | ------------------------------------------------------------ | ---- | --- |
| 215 | 22 вересня 1503 — 18 жовтня 1503            |         | Пій III                | Papa Pius Tertius, Episcopus Romanus              | Франческо Тодескіні Пікколоміні  | Сартеано, Сієнська республіка (тепер — Італія)               |      | Племінник Пія II                                                                                               |
| 216 | 31 жовтня 1503 — 21 лютого 1513             |         | Юлій II, O.F.M.        | Papa Iulius Secundus, Episcopus Romanus           | Джуліано делла Ровере            | Альбізола-Суперіоре, Генуезька республіка (тепер — Італія)   |      | Племінник Сикста IV. Скликав П'ятий Латеранський собор (1512). Запропонував план перебудови базиліки св. Петра |
| 217 | 9 березня 1513 — 1 грудня 1521              |         | Лев X                  | Papa Leo Decimus, Episcopus Romanus               | Джованні ді Лоренцо де Медічі    | Флоренція, Флорентійська республіка (тепер — Італія)         |      | Син Лоренцо де Медічі. Екскомунікував Мартіна Лютера.                                                          |
| 218 | 9 січня 1522 — 14 вересня 1523              |         | Адріан VI              | Papa Hadrianus Sextus, Episcopus Romanus          | Адріан Дедел-Флоренс Утрехтський | Утрехт, Священна Римська імперія (сьогодні — Нідерланди)     |      | Єдиний папа-голландець. Останній папа-неіталієць перед Іваном Павлом ІІ.                                       |
| 219 | 26 листопада 1523 — 25 вересня 1534         |         | Климент VII            | Papa Clemens Septimus, Episcopus Romanus          | Джуліо ді Джуліано де Медічі     | Флоренція, Флорентійська республіка (тепер — Італія)         |      | Кузен Льва X. Заборонив розлучення Генріха VIII і коронував Карла V.                                           |
| 220 | 13 жовтня 1534 — 10 листопада 1549          |         | Павло III              | Papa Paulus Tertius, Episcopus Romanus            | Алессандро Фарнезе               | Каніно, Папська держава (тепер — Італія)                     |      | У 1545 відкрив Тридентський собор.                                                                             |
| 221 | 29 листопада 1549 — 29 березня 1555         |         | Юлій III               | Papa Iulius Tertius, Episcopus Romanus            | Джованні Марія Чоккі дель Монте  | Монте-Сан-Савіно, Сієнська республіка (тепер — Італія)       |      | |
| 222 | 9 квітня 1555 — 30 квітня або 1 травня 1555 |         | Марцел II              | Papa Marcellus Secundus, Episcopus Romanus        | Марчелло Червіні                 | Монтефано, Папська держава(тепер — Італія)                   |      | Останній папа, що вживав своє світське ім'я як офіційне папське.                                               |
| 223 | 23 травня 1555 — 18 серпня 1559             |         | Павло IV               | Papa Paulus Quartus, Episcopus Romanus            | Джованні П'єтро Карафа           | Каприлья-Ірпіна, Неаполітанське королівство (тепер — Італія) |      | |
| 224 | 26 грудня 1559 — 9 грудня 1565              |         | Пій IV                 | Papa Pius Quartus, Episcopus Romanus              | Джованні Анджело Медічі          | Мілан, Міланське герцогство (тепер — Італія)                 |      | Наново відкрив Тридентський собор (1562) і завершив його у 1563.                                               |
| 225 | 7 січня 1566 — 1 травня 1572                |         | Пій V, O.P. Святий Пій | Papa Pius Quintus, Episcopus Romanus              | Мікеле Гіслієрі                  | Боско-Маренго, Міланське герцогство (тепер — Італія)         |      | |
| 226 | 13 травня 1572 — 10 квітня 1585             |         | Григорій XIII          | Papa Gregorius Tertius Decimus, Episcopus Romanus | Уго Бонкомпаньї                  | Болонья, Папська держава(тепер — Італія)                     |      | Реформа календаря у 1582.                                                                                      |
| 227 | 24 квітня 1585 — 27 серпня 1590             |         | Сикст V, O.F.M. Conv.  | Papa Sixtus Quintus, Episcopus Romanus            | Феліче Перетті                   | Гроттаммаре, Папська держава(тепер — Італія)                 |      | |
| 228 | 15 вересня 1590 — 27 вересня 1590           |         | Урбан VII              | Papa Urbanus Septimus, Episcopus Romanus          | Джованні Баттіста Кастанья       | Рим, Папська держава(тепер — Італія)                         |      | Найкоротший понтифікат в історії; помер від малярії на 12 день після обрання.                                  |
| 229 | 5 грудня 1590 — 15 /16 жовтня 1591          |         | Григорій XIV           | Papa Gregorius Quartus Decimus, Episcopus Romanus | Нікколо Сфондраті                | Сомма-Ломбардо, Міланське герцогство (тепер — Італія)        |      | |
| 230 | 29 жовтня 1591 — 30 грудня 1591             |         | Інокентій IX           | Papa Innocentius Nonus, Episcopus Romanus         | Джованні Антоніо Факкінетті      | Болонья, Папська держава(тепер — Італія)                     |      | |
| 231 | 30 січня 1592 — 3 березня 1605              |         | Климент VIII           | Papa Clemens Octavus, Episcopus Romanus           | Іпполіто Альдобрандіні           | Фано, Папська держава(тепер — Італія)                        |      | |

#### XVII століття
| №   | Понтифікат                          | Портрет | Ім'я українською                 | Офіційне латинське ім'я                           | Ім'я в миру                    | Місце народження                                                  | Герб | Примітки |
| --- | ----------------------------------- | ------- | -------------------------------- | ------------------------------------------------- | ------------------------------ | ----------------------------------------------------------------- | ---- | -------- |
| 232 | 1 квітня 1605 — 27 квітня 1605      |         | Лев XI                           | Papa Leo Undecimus, Episcopus Romanus             | Алессандро Оттавіано де Медічі | Флоренція, Флорентійське герцогство (тепер — Італія)              |      |          |
| 233 | 16 травня 1605 — 28 січня 1621      |         | Павло V                          | Papa Paulus Quintus, Episcopus Romanus            | Камілло Боргезе                | Рим, Папська держава(тепер — Італія)                              |      |          |
| 234 | 9 лютого 1621 — 8 липня 1623        |         | Григорій XV                      | Papa Gregorius Quintus Decimus, Episcopus Romanus | Алессандо Людовізі             | Болонья, Папська держава(тепер — Італія)                          |      |          |
| 235 | 6 серпня 1623 — 29 липня 1644       |         | Урбан VIII                       | Papa Urbanus Octavus, Episcopus Romanus           | Маффео Барберіні               | Барберино-Валь-д'Ельса, Флорентійське герцогство (тепер — Італія) |      |          |
| 236 | 15 вересня 1644 — 7 січня 1655      |         | Інокентій X                      | Papa Innocentius Decimus, Episcopus Romanus       | Джованні Баттіста Памфілі      | Рим, Папська держава(тепер — Італія)                              |      |          |
| 237 | 7 квітня 1655 — 22 травня 1667      |         | Олександр VII                    | Papa Alexander Septimus, Episcopus Romanus        | Фабіо Кіджі                    | Сієна, Велике герцогство Тосканське (тепер — Італія)              |      |          |
| 238 | 20 червня 1667 — 9 грудня 1669      |         | Климент IX                       | Papa Clemens Nonus, Episcopus Romanus             | Джуліо Роспільйозі             | Пістоя, Велике герцогство Тосканське (тепер — Італія)             |      |          |
| 239 | 29 квітня 1670 — 22 липня 1676      |         | Климент X                        | Papa Clemens Decimus, Episcopus Romanus           | Еміліо Альтієрі                | Рим, Папська держава(тепер — Італія)                              |      |          |
| 240 | 21 вересня 1676 — 11/12 серпня 1689 |         | Інокентій XI Блаженний Інокентій | Papa Innocentius Undecimus, Episcopus Romanus     | Бенедетто Одескалькі           | Комо, Міланське герцогство (тепер — Італія)                       |      |          |
| 241 | 6 жовтня 1689 — 1 лютого 1691       |         | Олександр VIII                   | Papa Alexander Octavus, Episcopus Romanus         | П'єтро Віто Оттобоні           | Венеція, Венеційська республіка (тепер — Італія)                  |      |          |
| 242 | 12 липня 1691 — 27 вересня 1700     |         | Інокентій XII                    | Papa Innocentius Duodecimus, Episcopus Romanus    | Антоніо Піньятеллі             | Спінаццола, Неаполітанське королівство (тепер — Італія)           |      |          |

#### XVIII століття
| №   | Понтифікат                          | Портрет | Ім'я українською          | Офіційне латинське ім'я                             | Ім'я в миру                          | Місце народження                                              | Герб | Примітки                                                                                |
| --- | ----------------------------------- | ------- | ------------------------- | --------------------------------------------------- | ------------------------------------ | ------------------------------------------------------------- | ---- | --------------------------------------------------------------------------------------- |
| 243 | 23 листопада 1700 — 19 березня 1721 |         | Климент XI                | Papa Clemens Undecimus, Episcopus Romanus           | Джованні Франческо Альбані           | Урбіно, Папська держава (тепер — Італія)                      |      |                                                                                         |
| 244 | 8 травня 1721 — 7 березня 1724      |         | Інокентій XIII            | Papa Innocentius Tertius Decimus, Episcopus Romanus | Мікеланджело де Конті                | Полі, Папська держава (тепер — Італія)                        |      |                                                                                         |
| 245 | 29 травня 1724 — 21 лютого 1730     |         | Бенедикт XIII, O.P.       | Papa Benedictus Tertius Decimus, Episcopus Romanus  | П'єрфранческо Орсіні                 | Гравіна-ін-Пулья, Неаполітанське королівство (тепер — Італія) |      |                                                                                         |
| 246 | 12 липня 1730 — 6 лютого 1740       |         | Климент XII               | Papa Clemens Duodecimus, Episcopus Romanus          | Лоренцо Корсіні                      | Флоренція, Велике герцогство Тосканське (тепер — Італія)      |      |                                                                                         |
| 247 | 17 серпня 1740 — 3 травня 1758      |         | Бенедикт XIV              | Papa Benedictus Quartus Decimus, Episcopus Romanus  | Просперо Лоренцо Ламбертіні          | Болонья, Папська держава (тепер — Італія)                     |      |                                                                                         |
| 248 | 6 липня 1758 — 2 лютого 1769        |         | Климент XIII              | Papa Clemens Tertius Decimus, Episcopus Romanus     | Карло делла Торре Реддзоніко         | Венеція, Венеційська республіка (тепер — Італія)              |      |                                                                                         |
| 249 | 19 травня 1769 — 22 вересня 1774    |         | Климент XIV, O.F.M. Conv. | Papa Clemens Quartus Decimus, Episcopus Romanus     | Джованні Вінченцо Антоніо Ганганеллі | Сантарканджело-ді-Романья, Папська держава (тепер — Італія)   |      | Скасував орден єзуїтів.                                                                 |
| 250 | 15 лютого 1775 — 29 серпня 1799     |         | Пій VI                    | Papa Pius Sextus, Episcopus Romanus                 | Джованні Анджело Браскі              | Чезена, Папська держава (тепер — Італія)                      |      | Засудив Французьку революцію і був прогнаний з Папської держави французькими військами. |

#### XIX століття
| №   | Понтифікат                       | Портрет | Ім'я українською          | Офіційне латинське ім'я                          | Ім'я в миру                                                                   | Місце народження                                            | Герб | Примітки                                                                                              |
| --- | -------------------------------- | ------- | ------------------------- | ------------------------------------------------ | ----------------------------------------------------------------------------- | ----------------------------------------------------------- | ---- | --- |
| 251 | 14 березня 1800 — 20 серпня 1823 |         | Пій VII, O.S.B.           | Papa Pius Septimus, Episcopus Romanus            | Барнаба Нікколо Марія Луїджі К'ярамонті                                       | Чезена, Папська держава (тепер — Італія)                    |      | Присутній на коронації Наполеона.                                                                     |
| 252 | 28 вересня 1823 — 10 лютого 1829 |         | Лев XII                   | Papa Leo Duodecimus, Episcopus Romanus           | Аннібале Франческо Клементе Мелькіоре Джироламо Нікола Серматтеї делла Дженга | Дженга, Папська держава (тепер — Італія)                    |      | |
| 253 | 31 березня 1829 — 1 грудня 1830  |         | Пій VIII                  | Papa Pius Octavus, Episcopus Romanus             | Франческо Саверіо Марія Феліче Кастільоні                                     | Чинголі, Папська держава (тепер — Італія)                   |      | |
| 254 | 2 лютого 1831 — 1 червня 1846    |         | Григорій XVI, O.S.B. Cam. | Papa Gregorius Sextus Decimus, Episcopus Romanus | Бартоломео Альберто Каппелларі                                                | Беллуно, Венеційська республіка (тепер — Італія)            |      | Останній неєпископ, обраний папою                                                                     |
| 255 | 16 червня 1846 — 7 лютого 1878   |         | Пій IX Блаженний Пій IX   | Papa Pius Nonus, Episcopus Romanus               | Джованні Марія Мастаї-Ферретті                                                | Сенігаллія, Папська держава (тепер — Італія)                |      | Відкрив Перший Ватиканський собор. Найдовше правлячий папа в історії (після правління святого Петра). |
| 256 | 20 лютого 1878 — 20 липня 1903   |         | Лев XIII                  | Papa Leo Tertius Decimus, Episcopus Romanus      | Джоаккіно Вінченцо Раффаеле Луїджі Печчі                                      | Карпінето-Романо, Перша французька імперія (тепер — Італія) |      | |

#### XX століття
| №   | Понтифікат                       | Портрет | Ім'я українською                    | Офіційне латинське ім'я                            | Ім'я в миру                                    | Місце народження                                                             | Герб | Примітки |
| --- | -------------------------------- | ------- | ----------------------------------- | -------------------------------------------------- | ---------------------------------------------- | ---------------------------------------------------------------------------- | ---- | --- |
| 257 | 4 серпня 1903 — 20 серпня 1914   |         | Пій X Святий Пій X                  | Papa Pius Decimus, Episcopus Romanus               | Джузеппе Мелькіорре Сарто                      | Рієзе, Австрійська імперія (тепер — Італія)                                  |      | |
| 258 | 3 вересня 1914 — 22 січня 1922   |         | Бенедикт XV                         | Papa Benedictus Quintus Decimus, Episcopus Romanus | Джакомо Делла К'єза                            | Пельї, Сардинське королівство (тепер — Італія)                               |      | Закликав до припинення Першої світової війни. Папа Бенедикт XVI назвав його «пророком миру». |
| 259 | 6 лютого 1922 — 10 лютого 1939   |         | Пій XI                              | Papa Pius Undecimus, Episcopus Romanus             | Акілле Амброджо Даміано Ратті                  | Дезіо, Австрійська імперія (тепер — Італія)                                  |      | Підписав Латеранські угоди з Італією, які визнавали Ватикан суверенною державою. |
| 260 | 2 березня 1939 — 9 жовтня 1958   |         | Пій XII Слуга Божий Пій XII         | Papa Pius Duodecimus, Episcopus Romanus            | Еудженіо Марія Джузеппе Джованні Пачеллі       | Рим, Королівство Італія (тепер — Італія)                                     |      | |
| 261 | 28 жовтня 1958 — 3 червня 1963   |         | Іоанн XXIII Святий Іоанн XXIII      | Papa Ioannes Vicesimus Tertius, Episcopus Romanus  | Анджело Джузеппе Ронкаллі                      | Сотто-іль-Монте, Бергамо, Королівство Італія (тепер — Італія)                |      | Відкрив Другий Ватиканський собор; інколи його називають «Добрим Папою Іоанном» |
| 262 | 21 червня 1963 — 6 серпня 1978   |         | Павло VI Святий Павло VI            | Papa Paulus Sextus, Episcopus Romanus              | Джованні Баттіста Енріко Антоніо Марія Монтіні | Кончезіо, Королівство Італія (тепер — Італія)                                |      | Останній папа, коронований тіарою. Закрив Другий Ватиканський собор. |
| 263 | 26 серпня 1978 — 28 вересня 1978 |         | Іван Павло I Блаженний Іван Павло I | Papa Ioannes Paulus Primus, Episcopus Romanus      | Альбіно Лучані                                 | Форно-ді-Канале (тепер Канале-д'Агордо), Королівство Італія (тепер — Італія) |      | Перший папа, який вживав слово 'Перший' в офіційному імені. Перший папа з двома іменами — іменами двох своїх безпосередніх попередників.                                                                 |
| 264 | 16 жовтня 1978 — 2 квітня 2005   |         | Іван Павло II Святий Іван Павло ІІ  | Papa Ioannes Paulus Secundus, Episcopus Romanus    | Кароль Юзеф Войтила                            | Вадовиці, Польська Республіка (тепер — Польща)                               |      | Перший папа-поляк і перший папа-неіталієць за 455 років. Канонізував найбільше святих. Його понтифікат — другий за тривалістю після Пія IX (1846—1878). Канонізований у найкоротший термін після смерті. |

### XXI століття
| №   | Понтифікат                       | Портрет | Ім'я українською | Офіційне латинське ім'я                           | Ім'я в миру            | Місце народження                                   | Герб | Примітки |
| --- | -------------------------------- | ------- | ---------------- | ------------------------------------------------- | ---------------------- | -------------------------------------------------- | ---- | --- |
| 265 | 19 квітня 2005 — 28 лютого 2013  |         | Бенедикт XVI     | Papa Benedictus Sextus Decimus, Episcopus Romanus | Йозеф Алоїс Ратцінгер  | Марктль, Веймарська республіка (тепер — Німеччина) |      | Перший папа-німець після Адріана VI (1523) або Стефана IX (1058). Найстарший на момент вибору після Климента XII (1730). Перший папа в новітніх часах, який походить із держави, у якій католики є меншістю. Перший папа за останні 598 років, який зрікся престолу. |
| 266 | 13 березня 2013 — 21 квітня 2025 |         | Франциск, S.J.   | Papa Franciscus                                   | Хорхе Маріо Бергольйо  | Буенос-Айрес, Аргентина                            |      | Перший в історії папа з Нового світу. Перший із часів Григорія III (731 рік) папа з-за меж Європи. Перший із часів Ландона (913 рік) папа, який взяв собі нове ім'я, не скомпоноване з імен попередників.                                                            |
| 267 | 8 травня 2025 —                  |         | Лев XIV          | Papa Leo XIV                                      | Robert Francis Prevost | Чикаго, США                                        |      | Перший папа з Північної Америки та другий після Франциска з Нового світу; перший папа-августинець; перший папа з англомовної країни від часів Адріана IV (ХІІ століття); перший папа-громадянин Перу.                                                                |